# Funta
Funta, auch Funda, war ein russisches Gewichtsmaß und war ein Pfundgewicht. Es war im Handel mit Silber von Bedeutung.
- Petersburg: 1 Funta = 32 Lot = 96 Solotnik = 0,40917 Kilogramm
- 1 Pud = 40 Pfund (russisch)/Funti = 16,36 Kilogramm
- 400 Funti = 1 Berkowitz
- Narva: 1 Funta = 66 Solotnik = 0,467,97 Kilogramm